# Hans Balk
Hans Balk fue un deportista alemán que compitió en natación. Ganó una medalla de plata en el Campeonato Europeo de Natación de 1931 en la prueba de 4 × 200 m libre.

## Palmarés internacional
| Campeonato Europeo | Campeonato Europeo | Campeonato Europeo | Campeonato Europeo |
| Año                | Lugar              | Medalla            | Prueba             |
| ------------------ | ------------------ | ------------------ | ------------------ |
| 1931               | París (Francia)    | Medalla de plata   | 4 × 200 m libre    |